# Dipterocarpus orbicularis
Dipterocarpus orbicularis är en tvåhjärtbladig växtart som beskrevs av Foxworthy. Dipterocarpus orbicularis ingår i släktet Dipterocarpus och familjen Dipterocarpaceae. Inga underarter finns listade i Catalogue of Life.